# San Luis de los Franceses (título cardenalicio)
San Luis de los Franceses es un título cardenalicio de la Iglesia Católica. Fue instituido por el papa Pablo VI en 1967 con la constitución apostólica Quandoquidem aucto.

## Titulares
- Pierre Marie Joseph Veuillot (29 giugno 1967 - 14 febbraio 1968)
- François Marty (30 aprile 1969 - 16 febbraio 1994)
- Jean-Marie Lustiger (26 de noviembre de 1994 - 5 de agosto de 2007)
- André Armand Vingt-Trois (24 de noviembre de 2007 - actualidad)